# NFI Group
NFI Group Inc. (TSX: NFI

) er en canadisk multinational busproducent, der er baseret i Winnipeg, Manitoba. De har 8.000 ansatte og 50 fabrikker i ni lande. NFI Group ejer Alexander Dennis, ARBOC Specialty Vehicles, Motor Coach Industries, New Flyer, Plaxton, NFI Parts ogd Carfair Composites. 
NFI Group blev etableret 16. juni 2005, som et holdingselskab til New Flyer Industries.